# バック・イン・マイ・ライフ
「バック・イン・マイライフ」（(Want You) Back in My Life Again）は、米国のポップグループカーペンターズのシングル。1981年9月リリース。同年のアルバム『Made in America』にも収録された。
B面は「Somebody's Been Lyin '」。
また、この曲には、キャプテン&テニールの代名詞、「シンセサイザー・プログラミング」が含まれている。

## チャート
| 国名           | チャート(1981)                     | 最高 順位 |
| アメリカ合衆国 | Billboard Hot 100                  | 72        |
| アメリカ合衆国 | Billboard アダルトコンテンポラリー | 14        |